# Wiltrud Rehlen
Wiltrud Rehlen (* 6. Juli 1930 in Regensburg; † 8. Mai 1984 in Hamburg) war eine deutsche Politikerin (SPD).

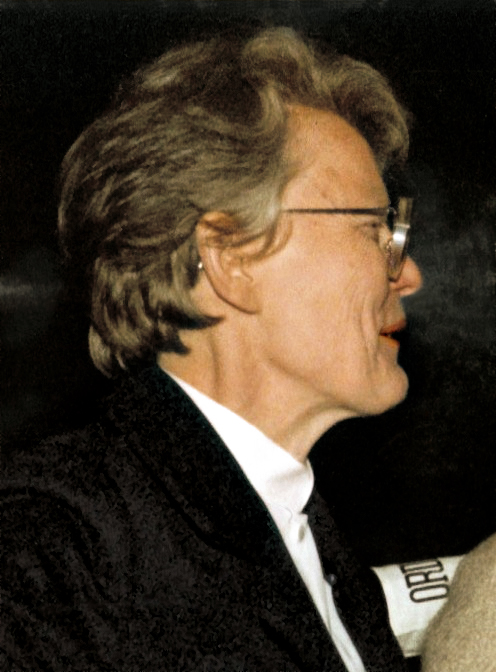
Wiltrud Rehlen

## Ausbildung
Wiltrud Rehlen war das erste Kind des Bankdirektors Ernst Rehlen und seiner Frau Erna, geb. Dilger. Sie gehörte zu den wenigen Frauen, die in den 1950er Jahren Volkswirtschaft studierten, unter anderem an der Universität Heidelberg, an der Ludwig-Maximilians-Universität München und an der Harvard University. Sie wurde 1956 in Heidelberg mit der Arbeit Das Problem der Branchenkonjunkturen und der laufende Staatsbedarf als Interventionsmittel promoviert.

## Berufliches
Von 1954 bis 1958 arbeitete die Diplomvolkswirtin als Assistentin am Ökonometrischen Institut der Universität Heidelberg. Von 1958 bis 1960 war sie wissenschaftliche Mitarbeiterin beim Forschungsbeirat für Fragen der Wiedervereinigung Deutschlands in Bonn. Anschließend war sie von 1960 bis 1962 Hilfsreferentin beim Bundesministerium der Finanzen. Danach arbeitete sie für zwei Jahre bei der Großeinkaufsgesellschaft Deutscher Konsumgenossenschaften in Hamburg. Im Anschluss daran wurde Rehlen Referentin im Amt für Wirtschaftspolitik der Behörde für Wirtschaft und Verkehr der Freien und Hansestadt Hamburg, zuletzt im Rang eines Oberregierungsrates.

## Politik
Im Jahr 1963 trat Rehlen in die SPD ein und kandidierte 1965 auf der Landesliste Hamburg der SPD erfolglos für den Deutschen Bundestag. 1972 wurde sie Vorsitzende des Hamburger Landesverbandes der Arbeitsgemeinschaft sozialdemokratischer Frauen und (bis 1980) Vorsitzende des Landesfrauenrats Hamburg, dem überparteilichen Zusammenschluss der Hamburger Frauenverbände. Für den Verband wurde sie in den Verwaltungsrat des NDR berufen. 1972 kandidierte sie erneut für den Bundestag, erhielt nur einen der hinteren Listenplätze. Am 14. November 1974 rückte sie für den Abgeordneten Werner Staak in den Bundestag nach und blieb dort bis zum Ende der Wahlperiode 1976. Sie arbeitete als ordentliches Mitglied im Rechtsausschuss mit und als Stellvertreterin im Ausschuss Verkehr und für das Post- und Fernmeldewesen.
Von 1978 bis zu ihrem Tod im Jahr 1984 leitete Wiltrud Rehlen die Landeszentrale für politische Bildung Hamburg. Damit war sie die erste Frau an der Spitze einer dieser Landeszentralen in Deutschland.
Sie war verheiratet mit Dr. Werner Gebauer-Rehlen, dem Leiter der wirtschaftspolitischen Abteilung des Zentralverbandes deutscher Konsumgenossenschaften.
Wiltrud Rehlen wurde auf dem Evangelischen Friedhof Rahlstedt beigesetzt, das Grab wurde bereits aufgelassen.